# Imperfect Harmonies
Imperfect Harmonies je druhé sólové album Serje Tankiana vyšlo 21. září 2010 prostřednictvím Reprise Records a Serjical Strike Records.

## Seznam skladeb
Všechny skladby napsal(i) Serj Tankian. 
| Pořadí         | Název                                                  | Délka |
| -------------- | ------------------------------------------------------ | ----- |
| 1.             | Disowned Inc.                                          | 4:07  |
| 2.             | Borders Are...                                         | 4:38  |
| 3.             | Deserving?                                             | 4:05  |
| 4.             | Beatus                                                 | 4:41  |
| 5.             | Reconstructive Demonstrations                          | 5:04  |
| 6.             | Electron                                               | 3:46  |
| 7.             | Gate 21                                                | 2:43  |
| 8.             | Yes, It's Genocide                                     | 3:15  |
| 9.             | Peace Be Revenged                                      | 3:59  |
| 10.            | Left of Center                                         | 3:06  |
| 11.            | Wings of Summer" (feat. Shana Halligan z Bitter:Sweet) | 4:45  |
| Celková délka: | Celková délka:                                         | 44:09 |

## Videoklipy
- Borders Are...
- Reconstructive Demonstrations
- Left of Center